# Lorenzo Girolamo Mattei
Lorenzo Girolamo Mattei, italijanski rimskokatoliški duhovnik, škof in kardinal, * 29. maj 1748, Rim, † 24. julij 1833, Rim.

## Življenjepis
13. junija 1772 je prejel duhovniško posvečenje. 27. septembra 1822 je bil imenovan za naslovnega nadškofa in čez dva dni je prejel tudi škofovsko posvečenje.
15. aprila 1833 je bil povzdignjen v kardinala.
Umrl je 24. julija 1833.